# Zeuxine polygonoides
Zeuxine polygonoides  là một loài lan trong phân họ Orchidoideae. Nó được tìm thấy ở New Guinea, Nouvelle-Calédonie, quần đảo Solomon và đông bắc Queensland, Australia.

### Sources
- Anon (ngày 16 tháng 12 năm 2008). Approved Conservation Advice for Zeuxine polygonoides (PDF). Canberra: Australian Government.